# Ben Alnwick
Benjamin Robert ("Ben") Alnwick (Prudhoe (Northumberland), 1 januari 1987) is een Engels voetballer die anno 2007 uitkomt voor Premier League-club Tottenham Hotspur.

## Carrière
De doelman maakte naam aan het einde van het seizoen 2004/05, toen hij met Sunderland AFC in het Championship speelde. Hij verving de geblesseerde Thomas Myhre in de laatste drie wedstrijden. Zijn prestaties tegen Leicester City en West Ham United, twee gewonnen wedstrijden die zorgden voor de promotie van de Black Cats, maakten een grote indruk op de fans.
In november 2005, was hij opnieuw tijdelijk eerste keeper, als vervanger van Kelvin Davis. Hoewel hij ook dit keer indruk maakte - in het bijzonder in de met 3-2 verloren wedstrijd tegen Tottenham Hotspur, waarbij hij een penalty van Robbie Keane knap stopte - werd Alnwick later weer tweede keeper, ten faveure van Kelvin Davis. Na diens vertrek naar Southampton, werd Alnwick eerste keeper in het seizoen 2006/07.
Alnwick werd voor het eerst opgeroepen voor het nationale elftal onder-21 voor de wedstrijd tegen Moldavisch voetbalelftal op 15 augustus 2006.
Na een teleurstellend begin van het seizoen 2006/07, werd Alnwick door de nieuwe coach Roy Keane terugverwezen naar de bank, om plaats te maken voor Darren Ward.
Slechts twee dagen nadat de transferperiode in januari 2007 was geopend kwam Alnwick al naar Tottenham Hotspur, voor £900.000. Márton Fülöp ging de omgekeerde weg, voor £500.000.
Sinds zijn verblijf bij Tottenham werd hij achtereenvolgens uitgeleend aan Luton Town, Leicester City, Carlisle United, Norwich City en Leeds United.

## Seksvideo
Op 7 december 2006 meldde The Sun dat Alnwick, samen met teamgenoten Chris Brown en Liam Lawrence, zichzelf hadden gefilmd in een orgie met een bruinharig meisje, dat 'Stevie' werd genoemd (Stevie Leigh Mason was Miss Sunderland). In de video zou Brown voetbalcommentaar geven terwijl zijn teamgenoten seks hadden met de jongedame. Ex-Sunderlandspeler Martin Woods was ook zichtbaar, hoewel hij zijn kleren aanhield, samen met twee andere mannen.
Op 8 december meldde The Sun dat het meisje op de video slechts 16 jaar oud was, en dat ze niet had geweten dat ze werd gefilmd.

## EK onder 21 2007
Ben Alnwick zit in de voorselectie van het Engels voetbalelftal onder 21.